# Rendsburg
Ne doit pas être confondu avec Rendsburg-Eckernförde ou Rensburg.
Rendsburg (en français, quelquefois Rendsbourg dans un contexte historique ; en danois Rendsborg) est une ville allemande sur le canal de Kiel (Nord-Ostsee-Kanal), dans le centre du Land de Schleswig-Holstein. C'est le chef-lieu de l'arrondissement de Rendsburg-Eckernförde. Le centre historique, bâti sur une île au cœur de la rivière Eider, lie les régions historiques de Schleswig et de Holstein.

## Géographie

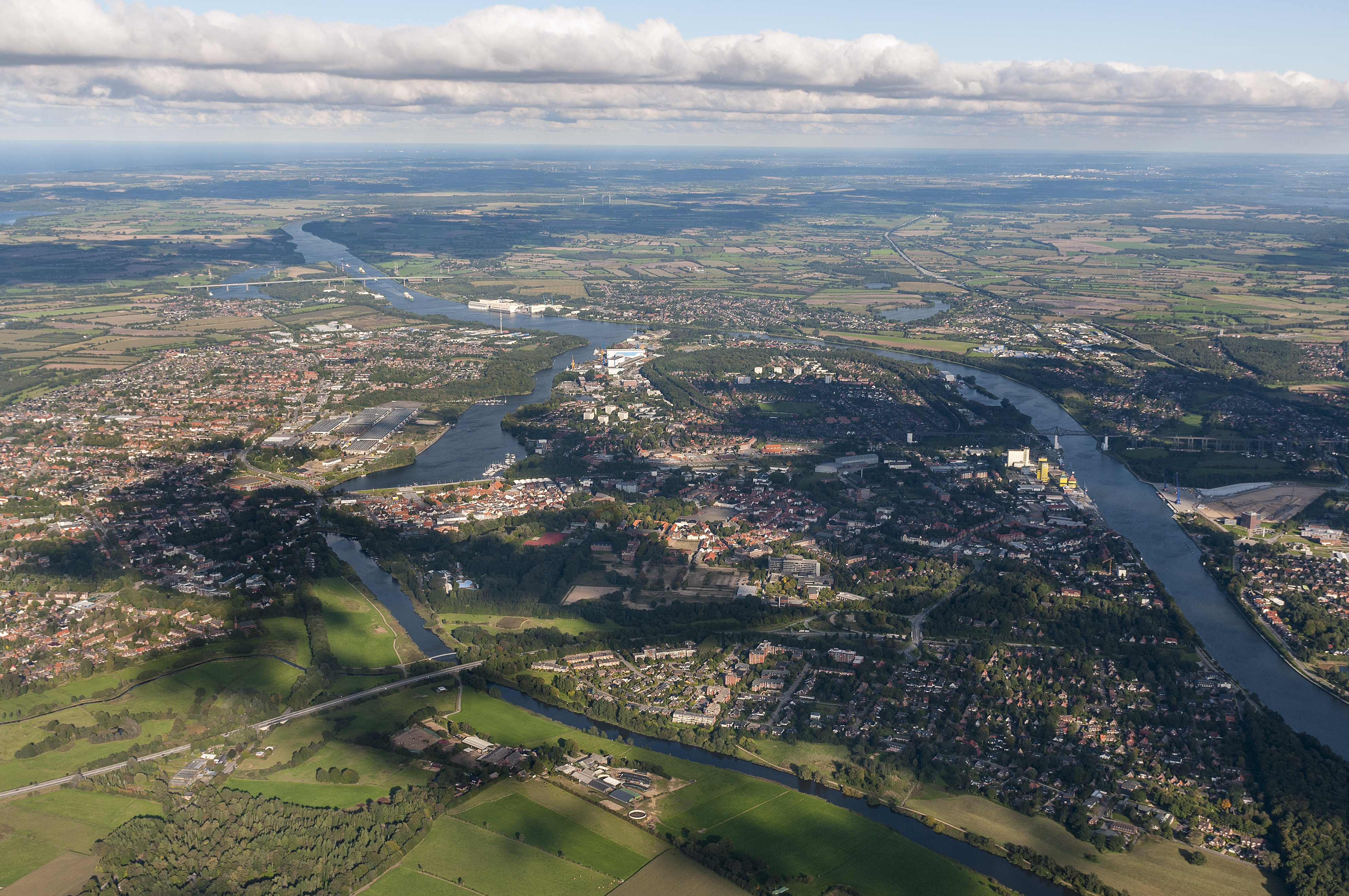
Vue aérienne de Rendsburg.

La ville se situe au sommet du geest de Schleswig-Holstein, le long d'une ancienne voie de commerçants reliant la péninsule danoise de Jutland et les territoires de la Saxe au sud. La vieille ville se dresse sur une île fluviale de l'Eider dont le cours vers la mer du Nord près de Tönning est interrompu à quelques kilomètres à l'est, depuis 1895, par le canal de Kiel.
Le terrain à l'ouest de la ville se prolonge vers les marais maritimes et les zones inondables de l'Eider. À l'est s'étendent les collines du littoral de la mer Baltique. Le centre-ville se trouve à 32 kilomètres à l'ouest de Kiel, à 32 kilomètres au sud de Schleswig et à 103 kilomètres au nord de Hambourg.

## Histoire
De tout temps, la ville carrefour était l'un des principaux axes de passage et d'échanges commerciaux. Selon l'historien danois Saxo Grammaticus, le roi Offa y vainquit un ennemi saxon au Ve siècle, permettant au peuple des Angles de pousser les limites frontalières méridionales du territoire danois jusqu'à l'Eider. En 811, sous le règne du roi Hemming, les délégués du Danemark et de l'Empire carolingien se sont rencontrés sur l'île fluviale fixant la frontière entre les deux pays le long de la rivière.
| Appartenances historiques Comté de Holstein 1199-1261 Comté de Holstein-Itzehoe 1261-1290 Comté de Holstein-Rendsburg 1290-1459 Comté de Holstein 1459-1474 Duché de Holstein 1474-1544 Duché de Holstein-Glückstadt 1544-1773 Duché de Holstein 1773-1866 Royaume de Prusse (Province du Schleswig-Holstein) 1866-1918 République de Weimar 1918-1933 Reich allemand 1933-1945 Allemagne occupée 1945-1949 Allemagne 1949-présent |

La date de la fondation de Rendsburg est inconnue. Vers 1100, un château y fut construit sur l'ordre du jarl (comte) danois Björn, fils cadet du roi Sven II. La colonie de Reinoldesburch est mentionnée pour la première fois en 1199 dans la chronique d'Arnold de Lübeck.
Située sur une île dans le cours d'eau limitrophe, la ville fait l'objet de divergences entre comtes saxons de Holstein et les ducs de Schleswig. Vers 1200, le comte Adolphe III de Holstein fit reconstruire le château de Rendsburg et en 1250, un tribunal arbitral composé de douze chevaliers déclare l'appartenance de la ville au Holstein.
Rendsburg a probablement reçu des droits municipaux en 1239 déjà ; le lieu est mentionné comme une ville dans un acte de 1253. Il fut la propriété de Mathilde de Holstein (morte en 1288), veuve du roi Abel Ier de Danemark et mise en gage à ses frères Jean Ier et Gérard Ier de Holstein. En 1339, le comte Gérard III de Holstein a confirmé le privilège urbain. En 1460, la ville passe dans l'orbite du roi danois Christian Ier, également duc de Schleswig et comte de Holstein.
En ce temps, les citoyens vivaient principalement de l'agriculture et de la pêche. Vers 1540, la ville fut entourée de murs à l'initiative du roi Christian III. Le 9 mars 1542, la Réforme protestante a été formellement adoptée. Pendant la guerre de Trente Ans, Rendsbirg devient à multiples reprises et alternativement possession impériale ou suédoise. À partir de 1669, une nouvelle forteresse fut construite par les forces armées danoises, afin de sécuriser la frontière avec le Saint-Empire le long de l'Eider. Dans ce contexte, la ville doit son essor et son développement ultérieur au commerce, et notamment à celui de la faïence.
En 1808, le roi danois Christian VII meurt d'un anévrisme cérébral au château de Rendsburg ; immédiatement après, Frédéric VI y est proclamé son successeur. Pendant les guerres napoléoniennes, en 1813/1814, la ville a été assiégée par des troupes suédoises et russes. En amont de la révolution de Mars, elle devint l'un des centres de la première guerre de Schleswig qui aurait duré jusqu'en 1851. Durant la guerre des Duchés (également appelée seconde guerre de Schleswig) qui oppose le Danemark au royaume de Prusse et l'empire d'Autriche en 1864, Rendsburg est finalement conquis par la coalition prusso-autrichienne et, après la guerre allemande de 1866, annexé à la province du Schleswig-Holstein.

## Patrimoine

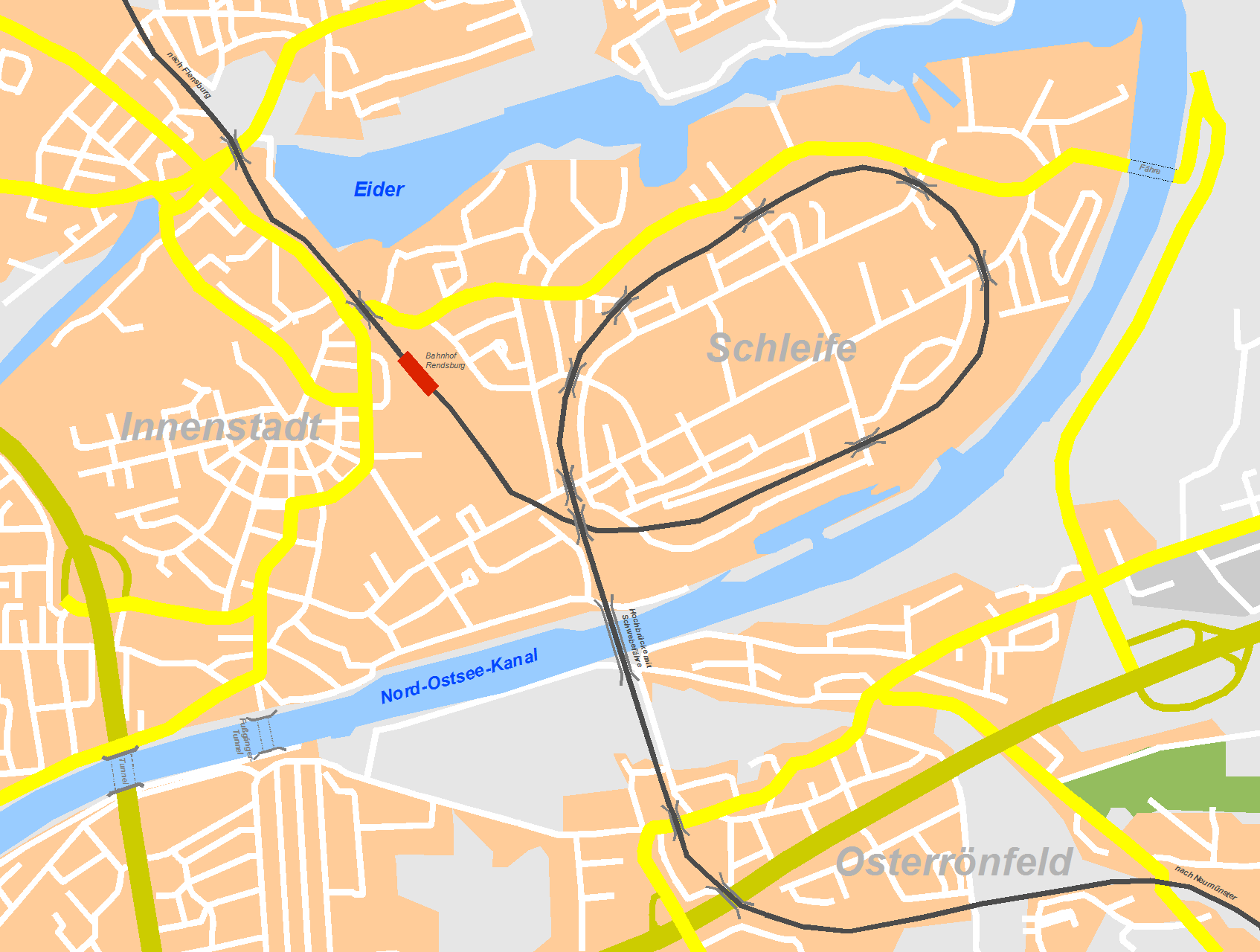
La grande boucle et le pont transbordeur.

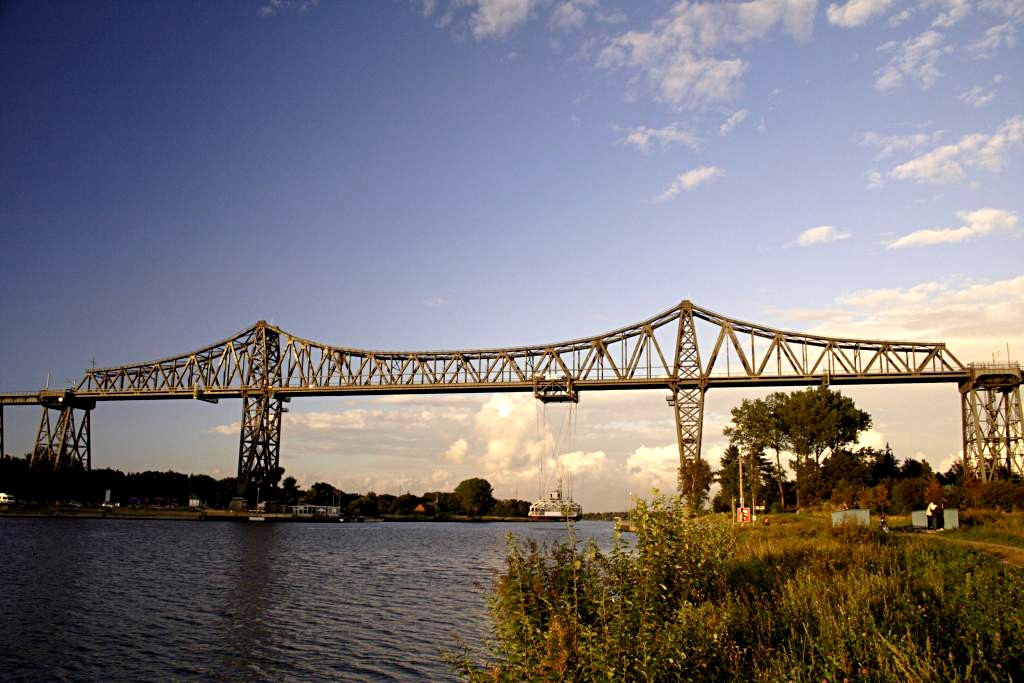
Pont transbordeur de Rendsburg.

Du point de vue du patrimoine de l'architecture métallique, Rendsburg possède un pont de chemin de fer à poutres cantilever (1913) franchissant le canal, doté d'une grande boucle d'accès et d'un des deux ponts transbordeurs existants en Allemagne (il en subsiste huit au monde).
Le pont transbordeur circule quotidiennement toutes les 15 minutes, de tôt le matin à tard le soir. Il couvre une distance de 125 mètres en 1½ minute et constitue la liaison la plus courte entre la municipalité d'Osterrönfeld et la ville de Rendsburg. Comme ce moyen de transport est particulièrement utile aux étudiants qui se rendent à l'école à vélo, les travaux d'entretien plus importants qui nécessitent l'interruption du service sont coordonnés avec les vacances scolaires. La gondole mesure quatorze mètres de long et six mètres de large, et se déplace à environ six mètres au-dessus du canal.
Lors d'une tempête en janvier 1993, la gondole non éclairée et sans personnel s'est détachée pendant la nuit, a été projetée sur le canal et est entrée en collision avec un bateau. Le bateau et la gondole n'ont subi que des dommages mineurs. Le 8 janvier 2016, la gondole du pont transbordeur est entrée en collision avec le cargo Evert Prahm et a été fortement endommagée. Elle a été démontée et déplacée vers un chantier naval le 15 mars 2016 pour une évaluation des dommages, mais il s'est avéré qu'elle était irrémédiablement endommagée. La construction de son remplacement a commencé en avril 2020 et le service a repris en 2022.
Au cours de l'été 2024, Martin Sick, de Rendsburg, a sauvé la gondole historique endommagée du démantèlement. La gondole sera restaurée et conservée en tant qu'emblème touristique de la région et sera disponible pour des événements et un restaurant à proximité du nouveau pont transbordeur.

## Jumelages
La ville de Rendsburg est jumelée avec :
- Lancaster (Angleterre) depuis 1968 ;
- Vierzon (France) depuis 1975 ;
- Aalborg (Danemark) depuis 1976 ;
- Haapsalu (Estonie) depuis 1989 ;
- Rathenow (Allemagne) depuis 1990 ;
- Kristianstad (Suède) depuis 1992 ;
- Skien (Norvège) depuis 1995 ;
- Powiat de Racibórz (Pologne) depuis 2004 ;
- Almere (Pays-Bas) depuis 2014.

Après les premières éditions en 1980, 1985 et 1990, la commune organise tous les quatre ans depuis 1996 ses jeux européens de la jeunesse avec les villes jumelées.

## Personnalités liées
- Michael Maier (1568-1622), médecin et alchimiste ;
- Johannes Jonsius (1624-1659), érudit ;
- Eduard von Liebert (1850-1934), officier prussien ;
- Ludwig Fahrenkrog (1867-1952), artiste peintre, illustrateur et sculpteur ;
- Rudolf Krohne (1876-1953), homme politique ;
- Gottfried Hansen (1881-1976), amiral ;
- Otto Bernhardt (né en 1942), homme politique ;
- Hanne Haller (1950-2005), chanteuse des Schlager ;
- Jost de Jager (né en 1965), homme politique ;
- Alexander Kühl (né en 1973), joueur de basket-ball ;
- Gyde Jensen (née en 1989), femme politique ;
- Lauritz Schoof (né en 1990), rameur d'aviron.